# Cantabit vacuus coram latrone viator
Cantabit vacuus coram latrone viator è una (lapidaria) locuzione del poeta satirico Decimo Giunio Giovenale (ca. 55 - ca. 135), sat. X, v. 22.
Nella traduzione letterale: Il viandante con le tasche vuote può cantare in faccia al ladro.

## Significato e contesto
In senso traslato: Chi non è in possesso di nulla, nulla può avere da temere.
Il senso di questa massima è piuttosto esplicito e richiama la filosofia di vita, scanzonata e - per certi versi - ricca del modo di vedere le cose tipico dell'area latino-mediterranea: molte volte è preferibile non aver nulla da perdere per poter affrontare con disinvoltura e, appunto, disincanto, anche le più imprevedibili avversità (qui rappresentate sotto la forma retorica di un ladruncolo). 